# Lenny Dykstra
Leonard Kyle „Lenny“ Dykstra (* 10. Februar 1963 in Santa Ana, Kalifornien) ist ein ehemaliger US-amerikanischer Baseballspieler der Major League Baseball. Der 1,78 Meter große Centerfielder mit den Spitznamen „Dude“ und „Nails“ gewann 1986 mit den New York Mets die World Series.

## Karriere
Dykstra wurde im MLB Draft 1985 von den New York Mets in der 13. Runde ausgewählt. Obwohl nur niedrige Erwartungen an dem Rookie bestanden, spielte er sich Mitte der Saison ins Stammteam und beeindruckte mit seinen 15 Steals. Mit seinem Talent, aber auch mit seinem Image als Party feiernder, stets mit hartem Alkohol zu findender enfant terrible passte er gut zu den Mets, die mit Pitcher Dwight Gooden und Rightfielder Darryl Strawberry zwei hochbegabte, aber kontroverse Stars hatten. Ein Jahr später gewannen die Mets ihre Division mit 21 Siegen Vorsprung und erreichten die World Series 1986 gegen die Boston Red Sox. Im 3. Spiel schlug Dykstra den spielentscheidenden Home Run und trug seinen Teil zum Titel der Mets bei.
In den Folgejahren wurden die Mets immer stärker von Kontroversen heimgesucht. Obwohl Dykstra sich beständig steigerte, um die 30 Bases pro Saison stahl und vor allem mit einer hohen on-base percentage um die .370 beeindruckte, konnte er nicht die immer krasseren Aussetzer der Stars Gooden (Kokainkonsum) und Strawberry (Schlägereien mit Teamkollegen) ausgleichen. Als die Mets 1990 einen Neubeginn wagen wollten, wurde Dykstra zu den Philadelphia Phillies getradet.
Der anfangs gekränkte Dykstra fing sich schnell, wurde im Team um Pitcher Curt Schilling zum Star und spielte 1990 die bis dato beste Saison seiner Karriere, in der er 192 Hits (Ligarekord), 33 Steals und ein On-base percentage von .418 erreichte. Er wurde zum ersten von drei Malen ins All-Star Game gewählt und wurde bei der Wahl zum MLB Most Valuable Player Award Neunter. 1991 kollidierte sein Wagen mit einem Baum, und Dykstra musste lange pausieren. Zum Zeitpunkt des Unfalls hatte er eine Blutalkoholkonzentration von 1,7 ‰.
Nachdem er u. a. wegen dieser Verletzungen 1991 und 1992 kaum zum Zuge kam, führte er 1993 die Phillies mit der besten Saison seiner Karriere (194 Hits, 143 Runs, 129 Walks, .420 on-base percentage, Gewinner des Silver Slugger Award, Zweiter bei der Wahl zum MVP) in die World Series 1993. Gegen die Toronto Blue Jays verloren die Phillies allerdings mit 2:4.
In den Folgejahren baute Dykstra wegen neuerlicher Verletzungsprobleme beständig ab. Der Publikumsliebling wurde noch zweimal (1994 und 1995) ins All-Star Game gewählt, beendete aber 1996 seine Karriere.

## Privatleben und Kontroversen
Dykstra war bis 2009 mit seiner Ehefrau Terri verheiratet. Er hat mit ihr drei Söhne, darunter Cutter Dykstra, der selbst professioneller Baseballspieler ist.
Dykstra wurde im Mitchell-Report 2007 des Steroid-Dopings beschuldigt, eine Anklage, die er bis heute abweist.
Dykstra meldete 2009 Privatbankrott an, nachdem er mit fragwürdigen Geschäften „zwischen 10 und 50 Millionen US-Dollar Schulden“ angehäuft hatte und nur noch 50.000 Dollar besaß. Zu diesem Zeitpunkt liefen 24 Anklageschriften gegen ihn. Familie und Geschäftspartner beschrieben Dykstra als einen unbelehrbaren Narzissten (he’s a son of a b-tch, that bastard. We’re mad at him.), der u. a. die familieneigene Autowaschfirma für 51 Millionen Dollar verkaufte, aber seine (mitbeteiligte) Familie feuerte und Mutter und Brüder ohne einen Cent stehenließ; seine eigene Mutter um weitere 23.000 Dollar und seinen älteren Bruder um weitere 12.000 Dollar betrog und beide bedrohte; die Piloten seines Privatjets nicht bezahlte; von seinem Trauzeugen wegen ausstehender Zahlungen verklagt wurde; seine 18 Millionen Dollar teure Villa vermüllen ließ; beiläufig rassistische und schwulenfeindliche Witze machte; sexuell weibliche Angestellte nötigte; überteuerte Finanztipps verkaufte, die fast deckungsgleich mit dem eines befreundeten Finanzexperten waren; und nannten ihn den „vielleicht schlimmsten Geschäftsmann seit Bernard Madoff“. Die GQ beschrieb ihn als einen ahnungslosen, jähzornigen Egoisten und die Zusammenarbeit mit ihm als „Hölle auf Erden“.
Am 5. März 2012 wurde Dykstra von einem Gericht in Los Angeles unter anderem wegen Autodiebstahl zu einer Freiheitsstrafe von drei Jahren verurteilt.